# Ludwik III Wirtemberski (książę)
Ludwik III Wirtemberski (ur. 1 stycznia 1554 roku w Stuttgarcie, zm. 18 sierpnia 1593 tamże) – książę Wirtembergii.
Był synem Krzysztofa I i Anny Marii Hohenzollern. Jego dziadkami byli Ulryk Wirtemberski i Sabina Wittelsbach oraz Jerzy Hohenzollern-Ansbach i Beatrycze de Frangepan.
Po śmierci ojca do momentu uzyskania pełnoletniości władzę w księstwie sprawowali: matka, książę Palatynatu Dwóch Mostów Wolfgang Wittelsbach, margrabia Brandenburgii-Ansbach Jerzy Fryderyk Hohenzollern, margrabia Badenii-Durlach Karol II i Henryk hrabia Castell.
Ludwik III Wirtemberski zmarł w wieku 39 lat, nie pozostawiając następcy. Żonaty był dwukrotnie: z Dorotą, córką Karola II margrabiego Badenii, oraz Urszulą z Lützelstein, córką Jerzego Jana Wittelsbacha księcia Palatynatu-Veldenz.